# 吳季剛
吳季剛（英語：Jason Wu，1982年9月27日—），旅居美國紐約的台灣裔加拿大人服裝設計師，也是知名的國際時尚大師。出生於臺灣雲林縣，成長於加拿大溫哥華，在帕森設計學院（Parsons School of Design）學習服裝設計，並接受納西索·羅德里格斯（Narciso Rodriguez）的訓練，後來還創立自有品牌。
他多次設計米歇爾·奧巴馬（Michelle Obama）的禮服，包括在美國總統巴拉克·奧巴馬（Barack Obama）兩次就職典禮上穿著的禮服。

## 生平
吳季剛9歲時自臺灣移居加拿大，又於東京就讀國中時學習雕塑，高中則於康乃狄克州盧米斯查菲學校（Loomis Chaffee School）主修設計，後進入帕森設計學院。16歲以自由業的身分開始為玩具公司設計玩偶服裝。目前擁有加拿大及中華民國雙重國籍。
2008年，吳季剛榮獲國際時裝新興之星獎（Fashion Group International's Rising Star award）。
2009年，吳季剛因設計美國第一夫人蜜雪兒·歐巴馬在總統就職典禮的禮服而自此揚名國際。
2010年，為中華民國第一夫人周美青設計在國慶大典的禮服。
2012年2月5日，吳季剛與Target.com（页面存档备份，存于）進行銷售個人平價設計師品牌的服飾，價位介於20～60元美元，推出即造成話題並銷售一空。
2013年1月21日，美國第一夫人蜜雪兒出席總統就職舞會，吳季剛的作品再度獲得蜜雪兒青睞。
2013年6月15日起担任 BOSS Womenswear 艺术总监。负责BOSS Womenswear 和 Accessoires 系列产品，并负责参与整个产品和形象相关的设计工作。
2016年4月9日與相識11年的男朋友—品牌執行長兼財務長古斯塔沃·蘭格爾 （Gustavo Rangel）在墨西哥結婚。
2023年5月18日，中国演员龚俊穿着吳季剛设计的第一件定制男装出席第76届戛纳电影节

## 註腳
1. ↑  . 雲林縣政府. 2017-05-16  [2019-09-17]. （原始内容存档于2019-09-17）.
2. ↑  Melissa Magsaysay. . Los Angeles Times. 2008-11-19  [2009-01-21]. （原始内容存档于2020-11-10）.
3. ↑  Eric Wilson. . The New York Times. 2009-01-23  [2009-01-24]. （原始内容存档于2020-11-17）.
4. ↑  . Teen Vogue.   [2009-01-21]. （原始内容存档于2009-01-24）.
5. ↑  .   [2012-10-28]. （原始内容存档于2016-03-10）.
6. ↑  . 中央通訊社. 2016-04-09  [2016-04-09]. （原始内容存档于2016-04-11） （中文（臺灣））.
7. ↑  . 2023-05-20. （原始内容存档于2023-05-20）.
8. ↑  . 2023-05-19. （原始内容存档于2023-05-20）.

## 外部連結
- Jason Wu autumn/winter 2011-12 collection
- Official Website（页面存档备份，存于）
- integritytoys.com（页面存档备份，存于） - official website for Jason Wu dolls
- Jason Wu的Instagram帳戶 （页面存档备份，存于） (品牌)
- Jason Wu的Facebook專頁 （页面存档备份，存于）